# Brockenlauf

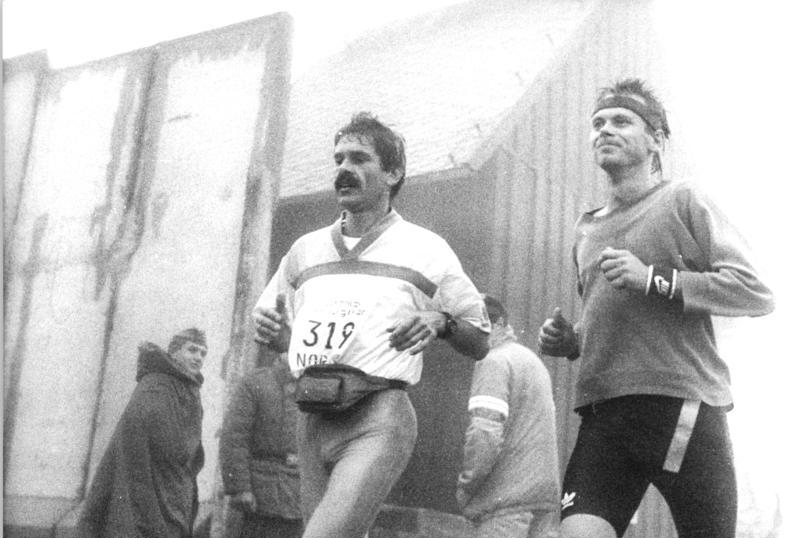
Teilnehmer auf dem Brocken (1990)

Der Brockenlauf ist ein Berglauf über 26 Kilometer, der seit 1927 jährlich (mit Unterbrechungen) in Ilsenburg stattfindet. Als weitere Wettbewerbe werden ein 9,6-km-Lauf, ein 3,9-km-Lauf und ein 1,8-km-Lauf angeboten. Die Veranstaltung erzielt Teilnehmerzahlen von mehreren Hundert Teilnehmern. 2001 hatte er 400 Teilnehmer.

## Strecke
Die Strecke ist ein Rundkurs, bei dem der 1141,2 m ü. NHN hohe Brocken bezwungen werden muss. Start und Ziel befinden sich auf dem Marktplatz von Ilsenburg. Auf der Strecke sind insgesamt 890 Höhenmeter zu überwinden.

## Geschichte
Initiiert wurde der Brockenlauf als 20-km-Lauf im Jahr 1927 von Otto Schulze aus Ilsenburg, zusammen mit der Sportvereinigung 1924 Ilsenburg. Trotz großer Skepsis seitens der Öffentlichkeit, ob die Läufer diese anspruchsvolle Strecke würden überhaupt bewältigen können, startete die erste Veranstaltung am 12. Juni 1927. Sieger des ersten Laufes wurde Otto Schulze in 1 Stunde 41 Minuten 13 Sekunden. Nach dem dreizehnten Brockenlauf im Jahr 1939 fand die erste Unterbrechung in der Historie des Laufes durch den Ausbruch des Zweiten Weltkrieges statt. 1954 konnte der Wettkampf trotz großer Widerstände (der Brocken befand sich im Sperrgebiet und Schutzstreifen der  DDR) wieder aufgenommen werden. Die nächste Zwangspause war dann von 1961 bis 1989 durch die Grenzschließung zwischen der Bundesrepublik Deutschland und der DDR. Nach dem Mauerfall im Jahr 1989 wurde der Lauf im darauffolgenden Jahr wieder aufgenommen und fand bis zur COVID-19-Pandemie ununterbrochen statt.